# 決戰葡京之巔
《決戰葡京之巔》（英語：The Young Violence）是2000年香港的一部動作片。由勵啓傑（萬力）導演，勵啓傑編劇，並由林偉雄、楊證樺、莫偉文、李志聰、周恩恩、賴錦基主演。

## 角色
| 演員    | 角色         | 備註                                                                 |
| 林偉雄  | 過氣殺手     | 片中並沒有註明角色名，只稱為過氣殺手                                 |
| 楊證樺  | Music        | 殺手                                                                 |
| 莫偉文  | 洪爺         | 黑幫老大，Kawaii哥父親                                               |
| 李志聰  | Kawaii哥     | 毒品拆家，洪爺兒子                                                   |
| 周恩恩  | 雯雯（Suki） | 洪爺女兒，Kawaii哥的妹妹                                             |
| 萬力    | 九指連環肥龍 | 和Kawaii哥合作，被其出賣后打算對付其，最終被殺                       |
| 賴錦基  | 骨精良       | 「三劍俠」之一，打算拆散平頭裝及雯雯，從澳門回港時被Kawaii哥派人殺害 |
| 神秘人  | 平頭裝       | 「三劍俠」之一，雯雯之男友，從澳門回港時被Kawaii哥派人殺害           |
| B仔     | 肥蟲         | 「三劍俠」之一，從澳門回港時被Kawaii哥派人殺害                       |
| Queenie | 店員         | 大三巴賣牛肉乾女店員，后期成為骨精良女友                             |

## 翻拍
導演梁仲文講述本片後令本片一炮而紅，並成功令主角林偉雄、楊證樺及莫偉文注意其，所以梁仲文決定找楊證樺、莫偉文這些原班人馬及游學修、陳健朗等翻拍本片名為《 真。決戰葡京之巔 》。
角色如下：
游學修 - 過氣殺手
楊證樺 - Music（亦有參演原片）
陳健朗 - Kawaii哥
莫偉文 - 洪爺（亦有參演原片）
倪安慈 - 雯雯（Suki）
大石 - 九指連環肥龍

## 轶事
本片本來並沒有人注意，但自從在2023年8月由導演梁仲文以嘲諷方式來講述後，本片一炮而紅，並成功令主角林偉雄、楊證樺及莫偉文注意梁仲文，其中林偉雄透露在拍攝本片時是完全沒有劇本，只靠演員，更透露片酬只有$1000。楊證樺亦在香港01的訪問裏透露萬力只跟他講解劇情大概，並沒有給他劇本，所以才會出現大量重複的對白。

## 經典對白
「洪爺、Suki、平頭裝、平頭裝。」（不斷重複）

「又係凍檸茶，嗌杯西多⋯ 嗌件西多得唔得先？哈哈⋯ 嗌杯西多⋯ 」（過氣殺手）

「嘩！ $27.8，兩杯凍檸茶咋喎⋯ 唉，飲埋先唔好蝕底。」（過氣殺手）

「冇返嚟三年，都係保持住哩浸味。」（洪爺聞牆時講述）

## 外部連結
- 香港影庫上《決戰葡京之巔》的資料（繁體中文）